# Tragocephala cuneifera
Tragocephala cuneifera är en skalbaggsart som beskrevs av Aurivillius 1915. Tragocephala cuneifera ingår i släktet Tragocephala och familjen långhorningar.
Artens utbredningsområde är Angola. Inga underarter finns listade i Catalogue of Life.